# Klaas Lodewyck
Klaas Lodewyck (Roeselare, 1988. március 24. –) belga profi kerékpáros. 2015-ben visszavonult a versenyzéstől.

## Eredményei
2005
1. - Omloop Het Nieuwsblad - Junior
2007
2., - Belga országúti bajnokság - Mezőnyverseny - U23
2., összetettben - Triptyque des Barrages - U23
1., 1. szakasz
2. - GP Joseph Bruyère
10. - GP Waregem
2008
3. - Omloop van het Waasland-Kemzeke
2009
9. - Châteauroux Classic de l'Indre
9. - GP de Fourmies
2010
3. - GP Cholet
4. - Omloop van het Waasland
4. - Paris-Tours
5. - Nokere Koerse
5. - Profronde van Fryslân
8. - Antwerpse Havenpijl
2011
4. - Trofeo Cala Millor
5. - Trofeo Palma de Mallorca
8. - Trofeo Magalluf-Palmanova
10., összetettben - Driedaagse van West-Vlaanderen

## Grand Tour eredményei
| Grand Tour | 2011 | 2012 |
| ---------- | ---- | ---- |
| Giro       | 147. |      |
| Tour       | -    |      |
| Vuelta     | -    |      |